# The Forest (1982)
The Forest ist ein amerikanischer übernatürlicher Slasher-Film aus dem Jahr 1982, bei dem Don Jones Regie führte, das Drehbuch schrieb, den Film bearbeitete und produzierte. Gary Kent, Tomi Barrett und John Batis spielen die Hauptrollen. Der Film wurde 1981 im Sequoia National Park in Kalifornien gedreht.

## Handlung
Ein Ehepaar mittleren Alters wandert durch die abgelegene Wildnis der Sierra Nevada, als die Ehefrau davon überzeugt ist, dass sie von jemandem verfolgt werden. Kurz darauf greift ein unsichtbarer Angreifer den Ehemann mit einem Jagdmesser an und ersticht ihn. Der Mörder verfolgt dann seine Frau und schneidet ihr die Kehle durch.
Einige Zeit später beschließen zwei Paare aus Los Angeles, Steve und Sharon sowie Charlie und Teddi, einen Campingausflug zu unternehmen, um der Stadt zu entfliehen. Sharon und Teddi brechen vor ihren Ehemännern auf und planen, sich später am Abend zu treffen. Während sie auf dem Weg zu ihrem Campingplatz sind, geraten sie in ein plötzliches Gewitter und beschließen, ihr Lager am Fuß eines Wasserfalls aufzuschlagen. Ohne ihr Wissen werden sie von den Geistern zweier kleiner Kinder namens John und Jennifer aus einer nahegelegenen Höhle beobachtet. Als eine Erscheinung der toten Mutter der Kinder vor Sharon und Teddi erscheint und sie fragt, wo ihre Kinder sind, sind die Frauen entsetzt. Die Erscheinung verschwindet dann vor ihren Augen. Teddi gerät in Panik. In der Zwischenzeit verlaufen sich Steve und Charlie bei Einbruch der Nacht, als sie versuchen, den Frauen zu folgen.
Die Geister von John und Jennifer besuchen ihren Vater John Sr. – einen kannibalistischen Einsiedler, der in einer Höhle lebt und Wanderer jagt, die durch den Wald ziehen – und berichten ihm, dass sie zwei junge Frauen beim Zelten am Fluss gesehen haben. Als John Sr. geht, um die Frauen zu verfolgen, wird Sharon, die eingeschlafen ist, von den geisterhaften Kindern geweckt, die sie warnen, dass ihr "Daddy kommt". Sharon flieht und lässt Teddi allein auf dem Lagerplatz zurück. John kommt im Lager an und stalkt Teddi, bevor er sie tötet. Sharon gelingt es, John zu entkommen, indem sie in den Fluss springt. Steve und Charlie suchen unterdessen während eines Regenschauers Schutz in Johns Höhle; sie sind verblüfft, als sie die Höhle möbliert und mit einer Feuerstelle vorfinden, auf der ein Stück Fleisch gebraten wird. Augenblicke später werden sie von den Geistern von John Jr. und Jennifer konfrontiert, bevor ihr Vater eintrifft. Steve und Charlie sind verblüfft, als die Kinder verschwinden, und John erklärt ihnen, dass sie nur zu Besuch kommen". John erlaubt den Männern, in der Höhle zu bleiben, und bietet ihnen das Fleisch an, ohne dass sie es wissen, in Wirklichkeit Teddis Fleisch ist.
John erzählt Steve und Charlie, wie seine Frau die gemeinsamen Kinder John Jr. und Jennifer missbraucht und zahlreiche Affären mit Männern hatte. Am Morgen teilen sich Steve und Charlie auf, um nach ihren Frauen zu suchen. Beim Klettern über Felsen stürzt Steve und bricht sich das Bein. In der Zwischenzeit wecken die Geister der Kinder Sharon und warnen sie, dass ihr Vater kommen wird, um sie zu jagen. Sie beachtet ihre Warnung und flieht. Später stellen die Kinder Sharon erneut zur Rede und erklären ihr, dass sie in Wirklichkeit Geister sind und dass ihre misshandelnde Mutter immer noch versucht, sie im Jenseits zu verletzen. Sie erzählen ihr, wie ihr Vater ihre Mutter und einen ihrer Liebhaber tötete, bevor er mit ihnen in den Wald flüchtete. Nach einiger Zeit begannen die Kinder, deprimiert und krank, gemeinsam Selbstmord, was ihren Vater in einen psychotischen Zustand trieb.
Als die Nacht hereinbricht, versuchen die Kinder, Sharon zu dem verletzten Steve zu führen. Währenddessen wird Charlie vom Geist der Mutter konfrontiert, bevor John ihn angreift. Die beiden geraten in einen heftigen Kampf, aber John schafft es, Charlie zu töten. Am Morgen stolpert Sharon über John, der Charlies Leiche zerstückelt. John droht, Sharon zu töten, aber die Geister der Kinder bringen ihn davon ab, indem sie ihm sagen, Sharon sei ihre Freundin. Sharon stößt schließlich auf den verletzten Steve, der von John verfolgt wird, doch Sharon gelingt es, John in einen Hinterhalt zu locken und ihn zu erstechen. Die Geister der Kinder verabschieden sich von Sharon und Steve. Wenige Augenblicke später erscheint die Mutter und fragt, wo die Kinder sind, aber sie verschwindet, als Sharon ihr sagt, dass sie weg sind.

## Produktion
Laut einem Interview mit dem Schauspieler Gary Kent hat der Autor und Regisseur Don Jones sein Haus verloren, um die Finanzierung für den Film zu sichern: „Er hat sein Haus verpfändet, um den Film zu drehen. Er ist einer der wenigen Regisseure, die ich kenne, abgesehen von mir, der seine Stundungen tatsächlich bezahlt hat... Als er schließlich Geld für den Film bekam, hat er zuerst uns bezahlt, bevor er sein Haus abbezahlt hat.“

## Veröffentlichung
Der Film wurde von Fury Films Ltd. in den Vereinigten Staaten veröffentlicht und lief am 9. Dezember 1983 in New York City unter dem alternativen Titel Terror in the Forest in die Kinos.
Es wurde in den 1980er und 1990er Jahren von Prism Entertainment und Starmaker Video als Video veröffentlicht.
Am 7. November 2006 veröffentlichte Code Red den Film auf DVD mit einem anamorphen Widescreen-Transfer, einer Bildergalerie und einem Kommentar mit Regisseur Don Jones und Gary Kent.
Als Teil ihrer Exploitation-Kino-Reihe veröffentlichte Code Red den Film 2009 als Doppelpack mit Don’t Go In The Woods neu. Diese Veröffentlichung enthielt weder den Kommentar noch die Fotogalerie, behielt aber den Widescreen-Transfer bei.

## Rezeption
TV Guide bewertete den Film mit einem von vier Sternen und schrieb: „Dieser obskure Low-Budgeter-Film gibt der Formel von Freitag der 13. eine kleine Wendung, indem er sowohl einen kannibalischen Aspekt als auch Geister einführt. Ein menschenfleischfressender Verrückter terrorisiert die Menschen in einem Waldstück, das von den Geistern seiner ermordeten Frau und Kinder heimgesucht wird. Ein schlecht gemachter Versuch, der kaum einen Kinostart erlebte und jetzt überall auf Videokassette für weniger als 10 Dollar erhältlich ist.“ Todd Martin von HorrorNews.net bewertete den Film negativ und erklärte, der Film sei „langweilig, lahm und die Todesszenen ließen viel zu wünschen übrig“. Hysteria Lives gab dem Film 1/5 Sterne und bezeichnete ihn als „eine erstklassige, rückwärtsgewandte Slash-a-thon, die mit zu hölzernen (aber hey, das ist ok, es passt gut zum Waldthema!), mittelalten Schauspielern beginnt, die von kurzzeitig auftauchenden Hinterwäldlern getötet werden.“ Brett Gallman von Oh, the Horror! schrieb: „The Forest ist ein unzusammenhängendes Durcheinander von einem Film... Es gibt fast nichts, was den Film retten könnte, denn die Schauspieler sind schrecklich, die Musik ist generisch und die Regie ist mittelmäßig. Die Fotografie kann ich einigermaßen loben, denn ich habe schon Schlimmeres in diesen Low-Budget-Slashern gesehen... Darüber hinaus gibt es nur eine halbgare Geschichte über einen Kannibalen und seine Geisterkinder, die nur auf der Skala der unfreiwilligen Komödie rangiert.“